# Noureddine Bhiri
Noureddine Bhiri, noto anche con lo pseudonimo di Noureddine El-Beheiry (Jebiniana, 10 luglio 1958), è un politico e avvocato tunisino, ha ricoperto il ruolo di ministro della giustizia sotto il primo ministro Hamadi Jebali.

## Biografia
Ha conseguito una laurea magistrale in Giurisprudenza e Scienze Politiche presso l'Università di Tunisi. Nel 1977 si è unito al Movimento Ennahda e da febbraio a settembre 1987 fu incarcerato sotto il presidente Habib Bourguiba. Successivamente ha lavorato come avvocato a Tunisi. Nel 1988, ha elogiato l'allora presidente Zine El Abidine Ben Ali. Nel 2006 ha scritto un articolo per Nawaat contro la politica americano-israeliana nei confronti dei territori palestinesi. Il 20 dicembre 2011, dopo la deposizione dell'ex presidente Ben Ali, è entrato a far parte del gabinetto di Jebali come ministro della difesa.
In seguito alla vittoria di Ennahdha nell'elezione dell'Assemblea Costituente del 23 ottobre 2011, durante la quale viene eletto nel collegio elettorale di Ben Arous, il 24 dicembre 2011 viene nominato Ministro della Giustizia nel governo di Hamadi Jebali, succedendo a Lazhar Karoui Chebbi, ministro del governo di Béji Caïd Essebsi. Si dimette dal suo seggio elettorale il 9 maggio 2012. Bhiri è criticato per aver assunto la guida del Consiglio superiore della magistratura, suscitando molte reazioni tra i membri dell'Associazione tunisina dei magistrati, secondo i quali ciò potrebbero nuocere all'indipendenza della giustizia.
In seguito all'omicidio di Chokri Belaïd il 6 febbraio 2013 e al fallimento dell'iniziativa di Jebali annunciata quella sera, consistente nella formazione di un governo tecnico, Bhiri è tra i candidati a sostituire Jebali alla guida del governo. Ennahdha sceglie però infine Ali Laarayedh, incaricato dal presidente Moncef Marzouki di formare un nuovo governo in cui Bhiri non viene riconfermato, diventando ministro delegato al capo del governo. È stato eletto all'Assemblea dei Rappresentanti del Popolo alle elezioni del 26 ottobre 2014.
Il 31 dicembre 2021, Ennahda ha affermato in una dichiarazione che Bhiri era stato rapito da "forze di sicurezza con abiti civili e portato verso una destinazione sconosciuta". Il 2 gennaio 2022 Bhri è stato ricoverato in ospedale in terapia intensiva nella città settentrionale di Biserta. Le sue condizioni sono descritte come critiche. Il presidente del parlamento sospeso della Tunisia Rached Ghannouchi ha scritto al presidente Kais Saied chiedendogli di rivelare la posizione e le condizioni di Bhiri. Il 18 ottobre 2024, Bhiri è stata condannata a dieci anni di carcere per aver messo in pericolo la sicurezza dello Stato, incitato alla disobbedienza civile e incitato all'insurrezione.

## Vita privata
È sposato e ha quattro figli.